# Les Sept Jours du talion
Pour l’article homonyme, voir Les Sept Jours du talion (film).
Les Sept Jours du talion est un roman policier et roman d'horreur de Patrick Senécal paru en 2002 aux éditions Alire. Le thème principal du livre est la vengeance. Le livre a été adapté en 2010 au cinéma sous le même titre.
Bruno Hamel, un chirurgien de la ville de Drummondville, qui mène une vie paisible avec sa conjointe Sylvie et sa petite fille Jasmine, jusqu'au jour où celle-ci est abusée et tuée par un sadique prédateur sexuel appelé « Le Monstre ». Sachant que la justice est insuffisante pour faire condamner le meurtrier, il décide donc de lui réserver un chien de son cheval. Après avoir planifié son coup, Bruno passe à l'action pour enlever le tueur le jour de son procès et de le séquestrer dans un chalet bien isolé dans les bois. Il compte torturer le Monstre pendant une semaine avant de le tuer et de se rendre aux policiers pour faire face à la justice. Pendant qu'il torture son prisonnier, le sergent-détective Hervé Mercure tente de retrouver le père-vengeur et d'éviter qu'il commette l'irréparable.

## Résumé
- Dans le prologue, l'action commence in medias res, avec l'attente de Bruno Hamel à la sortie du palais de justice. L'histoire fait régulièrement des retours en arrière pour expliquer pourquoi il est là à attendre, puis revient finalement à la réalité jusqu'à la fin du livre. Pour Bruno Hamel, c'est l'œuvre d'un « monstre » (Bruno Hamel ne considère pas l'assassin de sa fille comme un être humain). La police a arrêté le principal suspect et va bientôt subir un procès, mais Bruno a préparé sa vengeance avec minutie : il l'a planifiée pendant plusieurs jours. Il vole du matériel médical à l'hôpital où il travaille, il utilise tout l'argent de son compte bancaire pour louer une voiture usagée ; acheter un revolver sur le marché noir ; du matériel informatique pour la communication à distance ; louer des appartements, un sur la Rive-Sud de Montréal et un autre dans la petite municipalité de Charette, en Mauricie. Il embauche un jeune serrurier en herbe pour déverrouiller le véhicule de police afin d'introduire une drogue soporifique (timbres de nitroglycérine) à l'intérieur. Il engage aussi Gaétan Morin, un expert bricoleur pour rénover une pièce (pour faire une salle de torture) d'un chalet isolé en forêt appartenant à un confrère médecin qui est parti en escapade pour la saison, situé tout près de Charette, à plus d'une heure de Drummondville. À la suite du changement de comportement de son conjoint, Sylvie décide de le quitter, laissant Bruno toujours indifférent à son départ.

- Au jour 1, Bruno réussit à enlever le monstre en volant la voiture banalisée après en avoir sorti les deux policiers qui servent d'escorte, dont le conducteur qui a subi un malaise causé par les effets de la nitro. Peu de temps après le kidnapping, Bruno fait un appel téléphonique à Sylvie et aux policiers de la Sûreté du Québec pour revendiquer son geste. Il fait la promesse d'exécuter son otage après une semaine de séquestration avant de se rendre pour faire face à son tour à la justice. Lors de l'enquête, le sergent-détective Hervé Mercure reçoit la collaboration de la conjointe de Bruno Hamel pour aider à mieux connaître les détails de son projet de vendetta. Au chalet, Bruno confronte le tueur de sa fille, ce dernier nie les accusations de son ravisseur et prétend qu'il s'agit d'une erreur sur la personne malgré le fait qu'il a déjà avoué aux autorités du meurtre perpétré sur la petite Jasmine. Bruno cherche à faire souffrir celui qui a fait souffrir sa fille pour se défouler. Au début, il en jouit, mais il en perd le goût. Bruno s'empare d'une masse et lui assène un grand coup directement sur le genou avant de le laisser seul dans la pièce jusqu'au jour suivant.

- Au jour 2, le monstre connaît l'identité de son bourreau et continue toujours à clamer son innocence avec arrogance, mais Bruno continue de s'acharner sur son prisonnier en lui urinant dessus. Il lui fracasse aussi l'autre genou avec la masse. Au cours de sa semaine de vendetta, Bruno Hamel n'adresse jamais la parole au monstre à chaque fois qu'il vient le voir. Mercure visionne des bandes vidéo filmées par le vindicatif chirurgien pour tout savoir des évènements qui ont précédé le terrible drame.

- Au jour 3, après deux jours de captivité, le monstre vide enfin son sac et avoue à Bruno qu'il est le véritable coupable, mais malheureusement, il a encore une fois mis de l'huile sur le feu et subit une flagellation. Bruno apprend, par le biais de la presse, l'identité du monstre : Anthony Lemaire, qui lui révèle sa nature humaine. Il remet en question sa justice, sombre dans l'alcoolisme et souffre d'un désordre mental ; il croit entendre des jappements et des grognements de chien, mais c'est dans sa tête (schizophrénie). Il menace la police d'exécuter son otage si les journalistes reparlent encore de lui à la télévision. Par la suite, TVA et TQS décident de respecter ses exigences, mais ils ont quand même parlé de la carrière criminelle du monstre, ce qui fait rager davantage Bruno car au début, il ne veut rien entendre sur son nom, ni de son passé criminel. Dans la soirée, Bruno fait subir à Lemaire une colostomie sous les effets du curare, une substance qui paralyse tout le système musculaire du corps, à l'exception de la conscience dont il peut tout sentir, incluant le sens du toucher.

- Au jour 4, Mercure et ses collègues reçoivent un colis provenant de Bruno Hamel et découvrent avec horreur un morceau de côlon à l'intérieur. Mercure menace les médias de les poursuivre en justice s'ils continuent à faire aggraver la situation, plus tard, le policier rend visite à Marc Demers, un jeune « junkie » qui a été condamné à la prison à perpétuité pour le meurtre gratuit de sa femme. Celui-ci aide l'enquêteur à en savoir plus sur le profil psychologique de Bruno Hamel. Mercure demande au prisonnier s'il croit que Bruno serait, selon lui, réellement capable de commettre un meurtre. Sa réponse : il serait incapable de le faire. À la suite d'une déclaration lors d'une brève entrevue accordée aux nouvelles et qui a rendu son conjoint complètement fou de rage, Sylvie reçoit un appel hargneux de Bruno. Durant tout le contact téléphonique, les policiers ont mis la ligne sous écoute et découvrent que leur sujet entend des sons qui semblent être ceux d'un chien. Durant le complot et sa semaine de vengeance, Bruno porte un déguisement à chaque fois qu'il se trouve hors du chalet afin de ne pas être reconnu par des citoyens et surtout par les policiers. Pour la première fois, il fut démasqué : c'est une employée d'un dépanneur qui l'a reconnu par les traits de son visage, la femme approuve son geste et promet de ne rien dire à la police. En utilisant ses instruments chirurgicaux, Bruno mutile sauvagement les parties génitales de sa victime.

- Au jour 5, Bruno est une fois de plus démasqué : cette fois par Gaétan Morin, et il reçoit sa visite. Ce dernier fait du chantage et le menace de mettre un terme à son projet si Bruno refuse de lui dévoiler l'emplacement du restant de l'argent (qu'il a déjà caché d'avance lors du complot). Malheureusement, le médecin refuse farouchement de collaborer avec lui et la confrontation se termine par une violente altercation, Morin assène à Bruno d'un solide coup de poing au visage avant de tenter d'entrer au chalet pour aller chercher le prisonnier. Bruno utilise son revolver pour tirer quelques coups de feu (sans atteindre sa cible) afin de stopper Morin pour ensuite le faire chasser du chalet avant d'obliger Morin à poursuivre l'opération jusqu'à la toute fin. Bruno se souvient d'un drame qui s'est déroulé il y a quelques années auparavant. Frédérick, le fils de Denis Bédard, a été attaqué par un Grand Danois d'un voisin qui l'a mordu en plein visage, ce qui aurait fait défiguré le garçon. Vindicatif, Denis a tué le chien à coups de batte avec acharnement, ce qui explique l'origine du désordre mental de Bruno et aussi du besoin de vengeance qui l'aurait fait inspiré ce dernier après avoir été témoin du geste posé par Denis. Au cours d'une séance de torture, Lemaire avoue à son bourreau des crimes similaires qu'il aurait commis quelques années auparavant ; il s'en est pris à trois autres fillettes qui ont connu le même sort que Jasmine. Bruno contacte alors TVA pour leur permettre de faire le lien entre le meurtre sordide sur sa fille et les autres meurtres commis par son souffre-douleur qui sont non résolus, ce qui mettra les parents des victimes au courant de l'affaire. De retour au chalet, Bruno poursuit sa séance de torture en faisant subir au supplicié une énucléation oculaire. Les policiers de la Sûreté du Québec réussissent à retracer la source des appels de Hamel en utilisant la triangulation mais ils constatent l'échec de leur tentative en découvrant dans l'appartement loué par Bruno Hamel un ordinateur qu'il a servi de leurre pour les mener sur une fausse piste.

- Au jour 6, les familles des trois petites victimes ont appris la nouvelle, ils se disent satisfaits des exploits de Bruno Hamel, sauf la mère de la 3e victime, Diane Masson, qui refuse d'accorder une entrevue aux journalistes. Elle se manifeste finalement, plus tard, dans la journée, grâce aux efforts de Hervé Mercure qui réussit à la convaincre malgré tout, et déclare que la vengeance ne ramènera pas sa fille à la vie et que Bruno n'aurait pas dû songer à la torture. À la fin de l'entrevue, Masson tente de convaincre Hamel de remettre son otage aux autorités et de laisser la justice faire son devoir. Insatisfait des déclarations discordantes de Diane Masson, Bruno décide de se rendre à Saint-Hyacinthe pour la kidnapper et de l'emmener au chalet pour lui permettre de rencontrer le Monstre qui a tué sa fille et aussi d'essayer de la convaincre de le martyriser, mais en vain. Leur rencontre se termine mal car Bruno, fortement intoxiqué par l'alcool, assomme Masson d'un solide coup de poing après qu'elle a tenu des propos injurieux sur Jasmine. Durant la nuit, Bruno abandonne Masson, toujours inconsciente, sur le bord d'une route avant de retourner au chalet pour se défouler avec acharnement sur le monstre à coups de scalpel.

- Au matin du jour 7, grâce aux informations fournis par Diane Masson, les policiers sont sur la bonne piste pour retrouver Hamel et Lemaire, mais le sergent Michel Boisvert fait tout pour ralentir l'enquête et provoque une dispute avec son patron Greg Wagner. Peu de temps avant l'exécution du monstre, Bruno revoit sa fille, Jasmine. Plus tard, il parle pour la première fois à son prisonnier depuis le début de la séquestration. Mercure et ses collègues policiers arrivent au chalet et procèdent à l'arrestation de Bruno devant une horde de journalistes et de curieux. Juste avant d'embarquer dans la voiture de police, Bruno se fait brièvement interviewer par une journaliste. Il déclare que la violence et la torture ne sont pas des solutions mais qu'il ne regrette toutefois pas ce qu'il a fait.

## Personnages
- Bruno Hamel : personnage principal du roman, 38 ans, chirurgien. Après avoir lui-même découvert le corps de Jasmine, sa fillette de 7 ans, qui est violée et affreusement mutilée.

- Anthony « le monstre » Lemaire : Jeune prédateur sexuel âgé de 28 ans, il est l'assassin de Jasmine Hamel. Le jour de son procès, il a été capturé par Bruno Hamel. Il est retenu prisonnier dans un chalet isolé et a subi de nombreuses séances de torture pendant sa semaine de captivité.

- Hervé Mercure : Sergent-détective de la Sûreté du Québec, il est le principal instigateur de l'enquête sur l'enlèvement commis par Bruno Hamel. Il est endeuillé à la suite du décès de sa femme, tuée par un voleur lors d'un vol perpétré dans un commerce.

- Sylvie Jutras : Femme de Bruno Hamel, toujours peinée à la suite de la mort de sa fille Jasmine, elle souhaite tourner la page mais son conjoint n'a pas du tout envie de la suivre. Elle se montre très collaborative au sergent-détective Mercure durant l'enquête sur l'enlèvement du monstre.

- Gaétan « le jobbeux » Morin : Homme à tout faire, il est le présumé complice de Bruno Hamel, il a été embauché par celui-ci pour effectuer des rénovations à l'une des pièces du chalet pour en faire une salle de torture. Durant quelques jours, il recevait plusieurs fortes sommes d'argent de la part de Bruno afin qu'il puisse garder le silence car il est le seul qui sait où se situe sa cachette. Morin éprouve de graves problèmes de jeu compulsif en misant aux courses hippiques tout l'argent qu'il gagnait quotidiennement sans réussir à avoir un seul gain.

- Greg Wagner : Directeur de la Sûreté du Québec à Drummondville, il est le patron de Mercure. Durant l'enquête, il connaît souvent des bisbilles avec l'un de ses subordonnés, Michel Boisvert.

- Michel Boisvert : Policier de la Sûreté du Québec, décrit comme arrogant et prétentieux, il ne se gêne pas pour appuyer Bruno Hamel devant ses collègues et ses supérieurs car il souhaite grandement la mort de Lemaire malgré son rôle d'agent de la paix.

- Anne-Marie Pleau : Policière de la Sûreté du Québec, elle fait partie de l'équipe de Mercure.

- Diane Masson : Mère d'une des victimes du monstre, veuve, et vivant à Saint-Hyacinthe. Depuis la mort de son unique fille, Charlotte, elle est devenue une femme impassible et antipathique. Au 6e jour, elle a provoqué la colère du père-vengeur avant d'être enlevée par ce dernier pour ainsi la forcer de se joindre à lui pour le massacre du tueur afin d'apaiser à sa souffrance.

- Marc Demers : Meurtrier de la femme de Mercure, jeune délinquant qui a commis le meurtre durant une tentative de vol à main armée. Il aida Mercure à bien connaître le profil psychologique de Bruno Hamel lors de l'enquête au cours d'une visite en prison.

- Josée Jutras : Sœur de Sylvie, elle porte assistance à cette dernière à la suite du drame qui l'a complètement bouleversée en lui offrant tout son soutien, ainsi qu'une forte collaboration à l'enquête sur le cas de Bruno Hamel qui a enlevé le principal suspect du meurtre de sa fille.

- Denis Bédard : Voisin des Hamel, il s'est vengé en tuant un chien qui a sauvagement attaqué son fils il y a quelques années avant qu'un autre drame, plus grave, ne survienne à l'endroit des Hamel.

- Frédérick Bédard : fils de Denis Bédard et ami de Jasmine Hamel, il a le visage sévèrement défiguré par un chien.

## Adaptation
- 2010 : Les Sept Jours du talion, film québécois réalisé par Podz, adaptation du roman éponyme scénarisée par Patrick Senécal lui-même, avec Claude Legault, Rémy Girard, Martin Dubreuil et Fanny Mallette.